# Robin Beauregard
Robin Mary Beauregard (Long Beach, 23 febbraio 1979) è un'ex pallanuotista statunitense, vincitrice di una medaglia d'argento ai giochi olimpici di Sydney 2000, e di una medaglia di bronzo ad Atene 2004.